# John Spillane

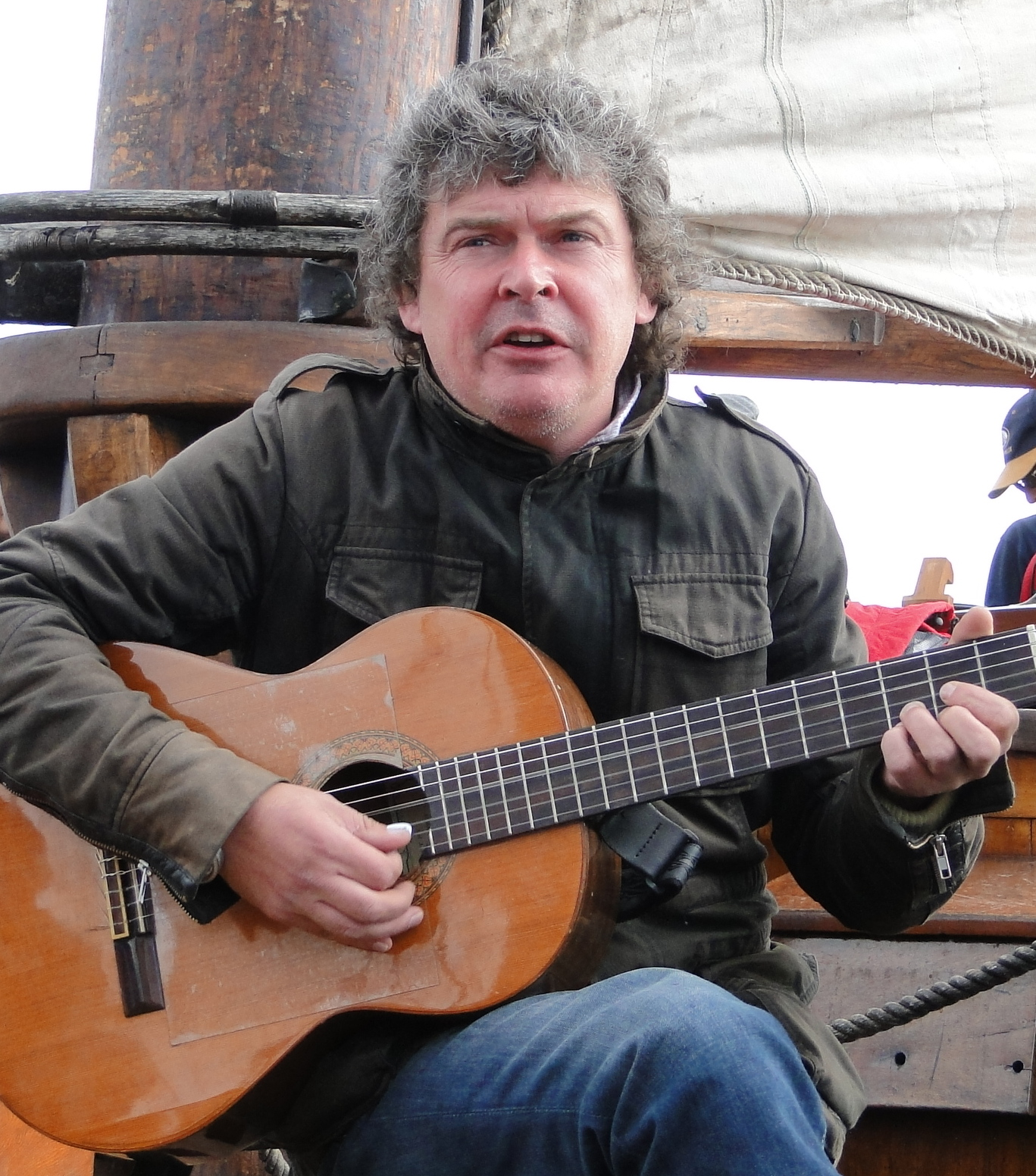
John Spillane

John Spillane é um cantor e compositor irlandês de folk, nascido em Cork em 1961. Provém do grupo Nomos.
Spillane venceu o  Meteor Music Award na categoria  Best Folk/Traditional Act em  2003. 